# Діонісій (Константинов)
Єпи́скоп Діонісій (Дмитро Олексійович Константинов; 7 липня 1960, Чадир-Лунга, Молдавська РСР) – єпископ Української православної церкви (Московського патріархату) за штатом (на спокої з 24.12.2014); колишній єпископ Шепетівський та Славутський. Походженням із Молдови, гагауз за національністю.

## Життєпис
1978 року акінчив Одеське ДПТУ № 3. У 1978–1981 роках відбував службу в радянській армії.
1995 року закінчив Одеську духовну семінарію, у тому ж році поступив до Київської духовної академії (на заочне відділення). 2 серпня 1995 року рукопокладений у диякона митрополитом Київським Володимиром. 5 січня 1996 року призначений завідувачем канцелярії Київської митрополії. 23 березня 1996 року прийняв постриг в мантію з іменем Діонісій на честь преподобного Діонісія Печерського. 19 серпня 1997 року рукопокладений у ієромонаха єпископом Переяслав-Хмельницьким Іоаном (Сіопко). До Великодня 1998 року зведений в сан ігумена.
1999 року закінчив Київську духовну академію і захистив дипломну роботу на тему «Тритекти та історія їх походження.» До Великодня 2000 року возведений в сан архімандрита. 2003 року звільнений від посади завідувача канцелярії Київської Митрополії та зарахований до братії Києво-Печерської лаври. У цьому ж році призначений заступником голови Синодального відділку УПЦ по справах монастирів.
14 червня 2011 року рішенням Священного Синоду обраний єпископом Шептівським та Славутським. Наречення на єпископа відбулося 17 червня, а хіротонія  – 18 червня 2011 року. У грудні 2014 року — почислений на спокій.